# Juraj Minčík
Juraj Minčík (Spišská Stará Ves, Prešov, 27 de março de 1977) é um ex-canoísta eslovaco especialista em provas de velocidade.

## Carreira
Foi vencedor da medalha de bronze em slalom C-1 em Sydney 2000.